# Ville Hara
Ville Severi Hara (né le 25 avril 1974 à Helsinki) est un architecte finlandais. 

## Biographie
Il a étudié l'architecture à l'Université de technologie d'Helsinki et à l'École d'architecture de Paris-Belleville. Il a obtenu son diplôme d'architecte en 2002.
Ville Hara a travaillé en France, en Croatie et en Allemagne.
Après avoir obtenu son diplôme en 2004, il crée le bureau d'architectes Avanto avec Anu Puustinen.

## Ouvrages du cabinet Avanto architectes
Parmi les ouvrages du cabinet Avanto architectes:
- Tour d'observation Kupla de Korkeasaari (zh), zoo de Korkeasaari, Helsinki, 2002
- Chapelle Saint-Laurent , Vantaa, 2010
- Villa Anna, Lappeenranta, 2012
- Villa Lumi, Nummela, Vihti, 2014
- Tour Loki, Espoonlahti, Espoo, 2015
- Löyly (fi), Hernesaari, Helsinki, 2016[4]
- Distillerie de Kyrö, Isokyrö, 2017
- Sauna Kolo, Tsim Sha Tsui, Hong Kong, 2018

## Prix et récompense
- Prix Finlande, 2016
- Prix de la structure en béton de l'année, 2010, 2019

## Galerie

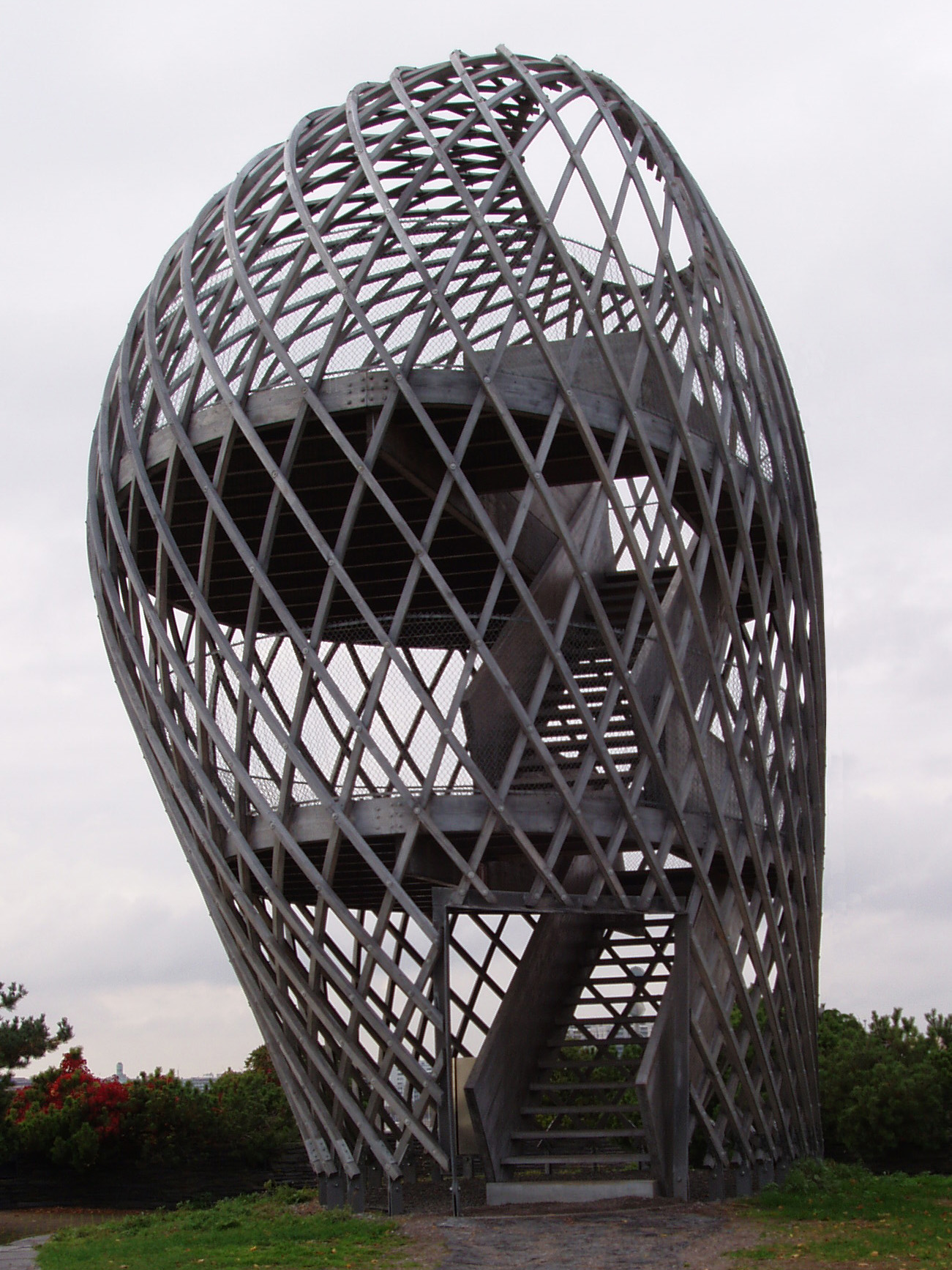
Kupla, Korkeasaari, Helsinki
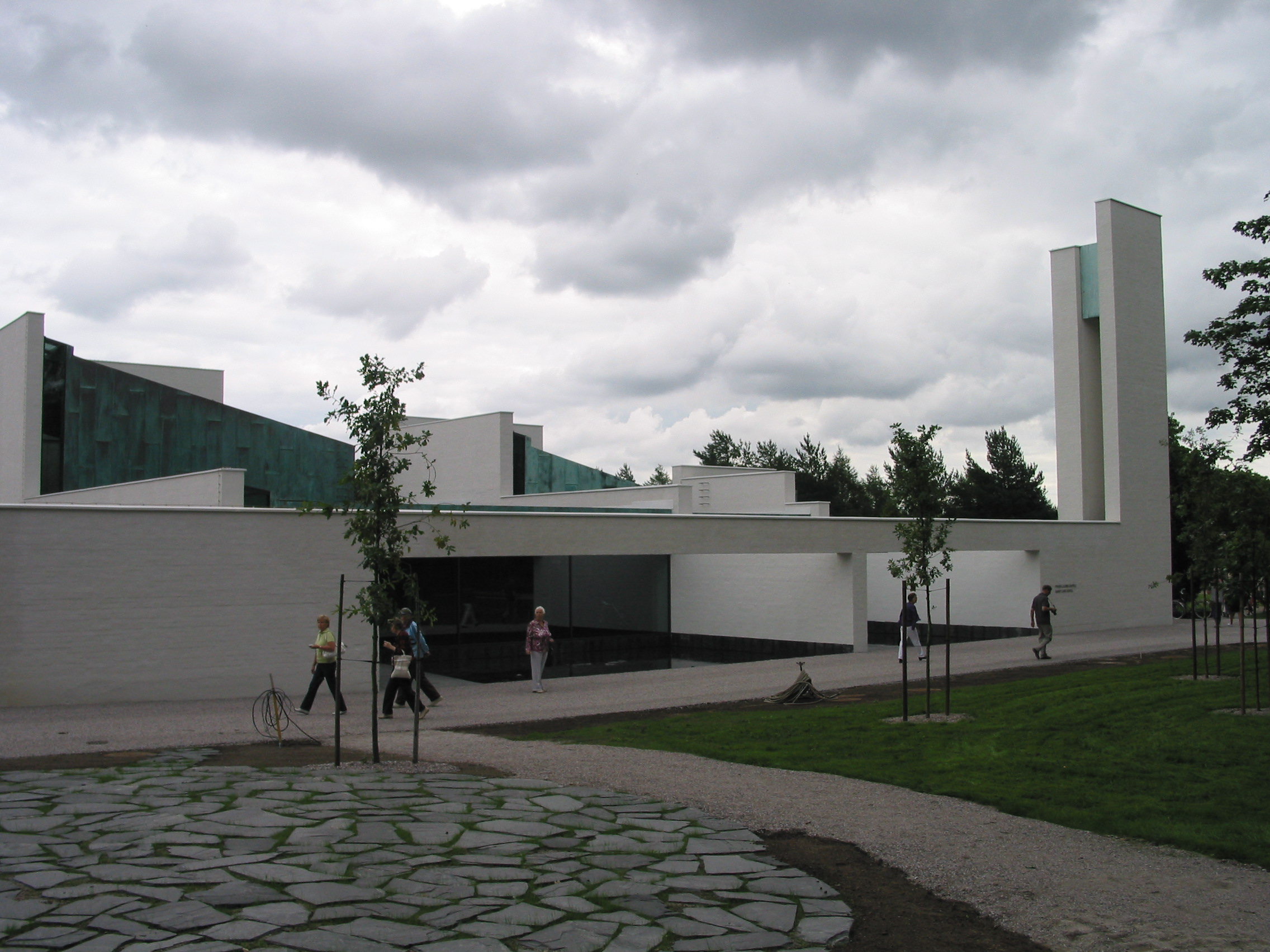
Chapelle Saint Laurent à Vantaa
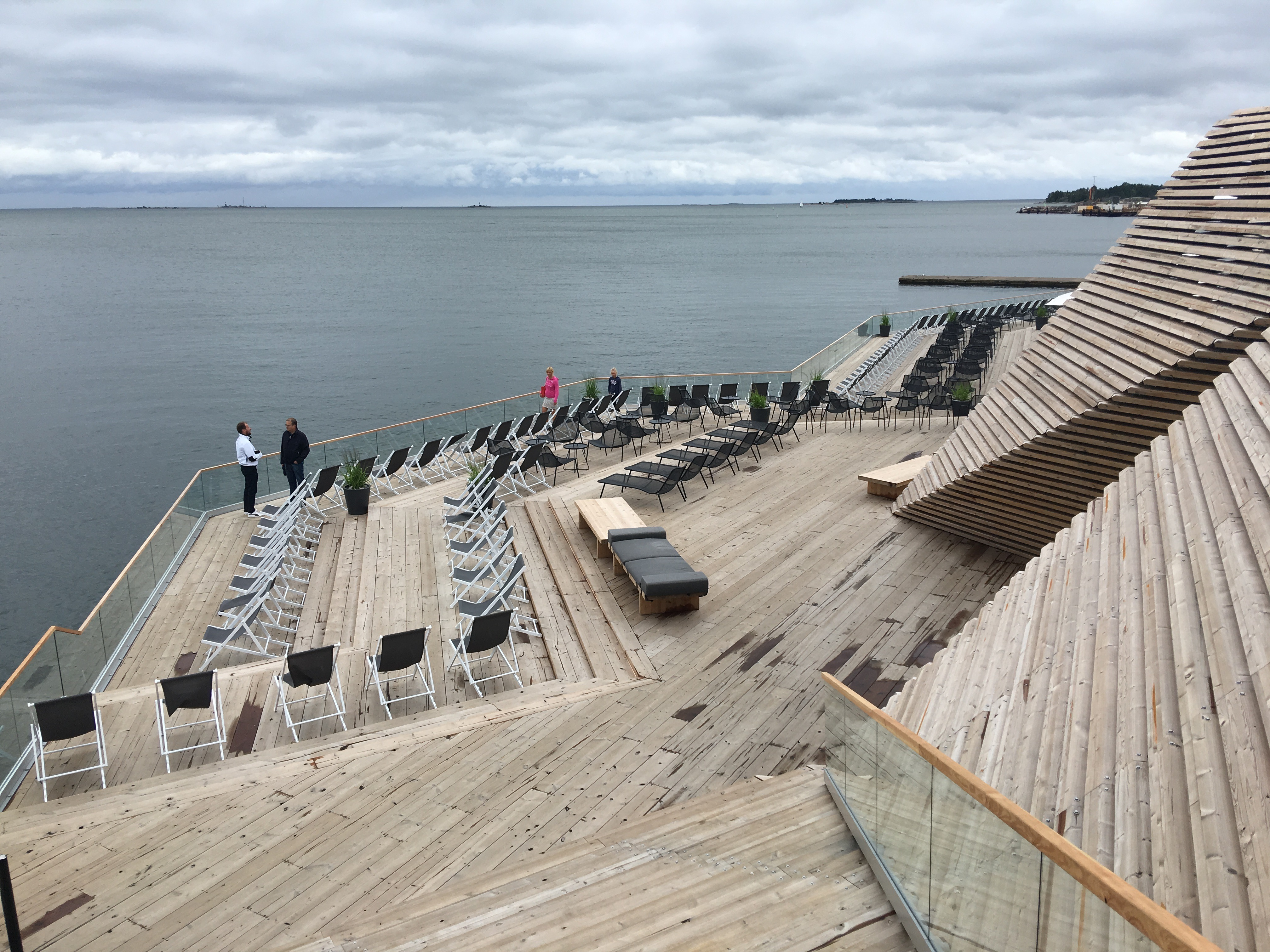
Löyly Hernesaari, Helsinki